# Lenox (Georgia)
Lenox es un pueblo ubicado en el condado de Cook en el estado estadounidense de Georgia. En el censo de 2000, su población era de 889.

## Demografía
En el 2000 la renta per cápita promedia del hogar era de $18,681, y el ingreso promedio para una familia era de $26,528. El ingreso per cápita para la localidad era de $12,144. Los hombres tenían un ingreso per cápita de $24,375 contra $18,523 para las mujeres.

## Geografía
Lenox se encuentra ubicado en las coordenadas 31°16′16″N 83°27′55″O / 31.27111, -83.46528 (31.271232, -83.465414).
Según la Oficina del Censo, la localidad tiene un área total de 3,3 km² (1,3 mi²), de la cual 3,2 km² (1,2 mi²) es tierra y 0 km² (0 mi²) (3.30%) es agua.